# 细喙龙属
细喙龙属（学名：Leptorhynchos）是一属已灭绝的近颌龙科恐龙，化石发现于美国德克萨斯州西部的晚白垩世（坎帕阶至马斯特里赫特阶）阿古哈组，生存於在大约8050至7200万年前。与其近亲纤手龙和安祖龙的区别在于体积较小和一个更强壮的、上翻的下颚，类似于某些偷蛋龙科。2020年的研究发现，该属和其他近颌龙科的喙的形状较为特殊，表明它们可能是食草动物。从此，其第二个物种文雅细喙龙被建立为新属捷足龙。